# Туфан Херируд
«Ту́фан Хериру́д» (дари طوفان هریرود; пушту طوفان هریرود‎; узб. طوفان هریرود; туркм. طوفان هریرود; англ. Toofaan Harirod) — афганский футбольный клуб, основанный в августе 2012 года. С момента своего основания регулярно участвует в Афганской Премьер-лиге — высшем футбольном дивизионе Афганистана. В сезоне 2017 года занял пятое место среди восьми команд.
Название клуба буквально переводится как Шторм Гериру́да. Герируд (встречаются варианты Херируд или Харируд) — река, протекающая по территории Ирана, Туркменистана и Афганистана. 
Чемпион первого розыгрыша Афганской Премьер-лиги в 2012 году, один раз выигрывал бронзовые медали этой лиги в сезоне 2013 года.
Как и многие нынешние футбольные клубы Афганистана, одновременно представляет несколько провинций Афганистана по географическому признаку. Так, «Туфан Херируд» представляет западные (вилояты) провинции Афганистана, такие как Герат, Бадгис, Гур и Фарах, в которых преимущественно проживают таджики, узбеки, туркмены и хазарейцы. Как и остальные футбольные клубы страны, домашние матчи из-за соображений безопасности в связи с непрекращающимся вооружённым конфликтом в стране, проводит в столице страны Кабуле, на стадионе Федерации футбола Афганистана, вмещающего 5000 зрителей. 
В Афганскую Премьер-лигу попал в результате отборочных игр. Часть игроков были отобраны в команду в результате телевизионного кастинг-шоу под названием «Green Field». 

## Достижения
- Чемпион Афганской Премьер-лиги (3): 2012, 2018, 2019
- Бронзовый призёр Афганской Премьер-лиги (1): 2013

## Статистика выступлений
Статистика выступлений «Туфан Херируд» по сезонам в Афганской Премьер-лиге.
| Сезон | Место |
| ----- | ----- |
| 2012  | 1     |
| 2013  | 3     |
| 2014  | 5     |
| 2015  | 6     |
| 2016  | 5     |
| 2017  | 5     |